# هاینز لوکاس
هاینز لوکاس (انگلیسی: Heinz Lucas; ۱۰ اوت ۱۹۲۰ – ۱۸ ژوئیهٔ ۲۰۱۶ (۹۵ سال)) بازیکن فوتبال اهل آلمان بود.